# Martin Buchan
Martin McLean Buchan (Aberdeen, 1949. március 6. –) skót válogatott labdarúgó, edző.

## Pályafutása

### Klubcsapatban
A pályafutását az Aberdeen csapatában kezdte, miután 1965-ben felkerült az első csapatba. Az 1970-es skót kupát megnyerte a csapattal. 1972. február 29-én szerződtette Frank O’Farrell a Manchester United csapatához 125 ezer fontért, mely ekkor klubrekord volt. Március 4-én lépett első alkalommal pályára a United színeiben a Tottenham Hotspur elleni bajnokin. A Docherty-korszak egyetlen kapitánya. 1983 augusztusában távozott a klubtól és az Oldham Athletic csapatába igazolt.

### A válogatottban
1971 és 1978 között 34 alkalommal szerepelt az skót válogatottban. Részt vett az 1974-es és az 1978-as világbajnokságon.

### Menedzserként
1985. június 22-én nevezték ki a Burnley csapat élére, majd október 10-én lemondott.

## Sikerei, díjai
- Aberdeen
  - Skót kupa (1): 1969–70
- Manchester United
  - Angol kupa (1): 1976–77
  - Angol szuperkupa (1): 1977